# AFC Wrexham
Der AFC Wrexham (offiziell: Wrexham Association Football Club; walisisch Clwb Pêl-droed Cymdeithas Wrecsam) – auch bekannt als The Red Dragons oder The Robins – ist ein Fußballverein aus der walisischen Stadt Wrexham. Dem Club gelang von 2023 bis 2025 als bislang einzigem Verein im englischen Profifußball eine Serie von drei Aufstiegen aus der fünftklassigen National League bis in die zweitklassige EFL Championship.

## Geschichte

### Anfänge
Der Verein wurde 1864 von Mitgliedern des Wrexham Cricket Clubs gegründet, die ihre sportlichen Aktivitäten auf die Wintermonate ausdehnen wollten. Da die Regeln für Fußball zu jener Zeit noch nicht exakt festgelegt waren, variierte die Anzahl der Spieler abhängig von der gegnerischen Mannschaft. Der Verein wurde einer der bedeutendsten Vertreter für die Beschränkung auf elf Spieler.
1876 wurde man Mitglied der neu gegründeten Football Association of Wales und stellte mehrere Spieler für die ersten Länderspiele. Zwei Jahre später stand der Verein im ersten Finale des Welsh Cup, der analog den Regeln des FA Cups ausgetragen wurde. Man besiegte den FC Druids mit 1:0, musste aber aufgrund finanzieller Probleme des Verbands ein Jahr bis zur Überreichung der Trophäe warten. Um 1880 herum fand die Umbenennung in Wrexham Association Football Club statt.
In den folgenden Jahren wurden hauptsächlich Freundschaftsspiele ausgetragen und der Welsh Cup war der einzige Wettbewerb. 1883 gelang der erneute Sieg und im selben Jahr startete man auch im FA Cup, scheiterte aber früh, als in der zweiten Runde Oswestry Town mit 3:4 in Wrexham gewann. Wegen Ausschreitungen wurde der Verein von allen Wettbewerben ausgeschlossen und löste sich auf. Gleichzeitig wurde aber Wrexham Olympic gegründet, die sich drei Jahre später ihren Originalnamen wiedergeben sollten.
1881 bis 1883 musste man auf einen anderen Platz ausweichen, da die heimische Spielstätte zu teuer geworden war. Anschließend kehrte man aber zurück und spielt seither auf demselben Platz.
1890 trat der AFC Wrexham der Football Combination bei, die man allerdings vier Jahre später wegen gestiegener Kosten wieder verließ. Daher trat man ab 1894 in der walisischen Liga an und gewann zweimal den Titel, ehe 1896 die Rückkehr in die Combination beschlossen wurde. Das eingesparte Geld durch geringere Fahrtkosten war durch gesunkenes Fan-Interesse und damit weniger Eintrittsgelder aufgewogen worden.
Bis 1905 blieb man in der Combination und gewann dabei vier Mal den Titel. 1905 wurde man nach mehreren erfolglosen Versuchen in den Vorjahren in die Birmingham & District League aufgenommen. In den folgenden Jahren konnte man mehrmals den Welsh Cup gewinnen.

### Third Division
1921 wurde Wrexham ausgewählt, in der neu gebildeten Third Division North der Football League zu spielen. Hier blieb man in den nächsten Jahren, die beste Platzierung war ein zweiter Platz 1933. 1939 trat man erstmals in den heute üblichen Trikotfarben auf.
Während des Zweiten Weltkrieges und des dadurch eingeschränkten Spielverkehrs trat Wrexham in der Regional League West an. Da im Ort Soldaten stationiert waren, konnte man aus diesen berühmte Spieler für die Mannschaft gewinnen, so zum Beispiel Stanley Matthews oder Stan Cullis.
Nach dem Krieg wurde man wieder Teil der Third Division North und im Sommer 1949 trat der Verein zum ersten Mal außerhalb der britischen Inseln an, als man gegen Auswahlmannschaften in Deutschland stationierter britischer Soldaten spielte.
1957 gelang zum ersten Mal seit 26 Jahren wieder der Sieg im Welsh Cup, als man Swansea Town 2:1 besiegte.

### Abstiege und Aufstiege
1960 stieg Wrexham zum ersten Mal in der Vereinsgeschichte ab und spielte in der neu gegründeten Fourth Division. Zwar gelang der sofortige Wiederaufstieg, die Klasse konnte aber nur zwei Jahre gehalten werden und 1966 beendete man die Saison als 92. Mannschaft und damit letzte im Ligasystem.
Unter dem Trainer John Neal gelang 1970 der Aufstieg in die Third Division und zwei Jahre später die Qualifikation für den Europapokal der Pokalsieger 1972/73, als man erneut den Welsh Cup gewann. 1974 gelang der Einzug ins Viertelfinale im FA Cup und 1976 scheiterte man im Europapokal der Pokalsieger am späteren Sieger RSC Anderlecht.
1979 gelang Wrexham der Aufstieg in die Football League Second Division, in der man vier Jahre spielte. 1989 scheiterte man erst im Aufstiegs-play-off gegen Leyton Orient.
1992 schaffte der Verein eine kleine Sensation, als im FA Cup der Vorjahresmeister FC Arsenal bezwungen werden konnte. 1993 gelang der Aufstieg in die neu strukturierte Second Division, in der man bis zum Abstieg 2002 blieb. Zwar gelang der sofortige Wiederaufstieg in die 2004 in Football League One umbenannte Second Division, 2005 stieg man jedoch wieder in die Football League Two ab, in der man bis zum Ablauf der Saison 2007/08 spielte. Durch den Abstieg in die Conference National spielt der Verein 2008 zum ersten Mal seit 1921 wieder außerhalb der Football League.

Altes, bis 2012 verwendetes Logo (mit Gründungsdatum 1873)

Nach der Übernahme der insolventen „Wrexham Association Football Club Limited“ durch die „Wrexham Football Club (2006) Ltd“ existiert seit 2006 die alte Vereinsbezeichnung „Wrexham Association Football Club“ offiziell nicht mehr. Die neuen Eigentümer – darunter Neville Dickens and Geoff Moss – verfügten eine Verkürzung auf „Wrexham Football Club“. Der Verein galt seitdem als „Wrexham FC“, obwohl die Mehrzahl der eigenen Anhänger weiterhin die alte Vereinsbezeichnung „Wrexham AFC“ verwendete.
Zur Saison 2015/16 wurde der Name wieder zu „Wrexham Association Football Club“ geändert.
Im November 2020 kauften der kanadische Schauspieler Ryan Reynolds und der US-amerikanische Schauspieler Rob McElhenney über die RR McReynolds Company LLC den Verein. Der Deal wurde von 98,6 % der 2000 Mitglieder des Wrexham Supporters Trust unterstützt, die darüber abstimmten, und im Februar 2021 finalisiert. In der ersten Saison erreichte Wrexham den zweiten Platz, schaffte den Aufstieg aufgrund einer 4:5-Niederlage im Play-off-Halbfinale gegen Grimsby Town jedoch nicht. Das Finale der FA Trophy verlor der Verein mit 0:1 gegen FC Bromley.
Die Dokumentationsserie Welcome to Wrexham des US-amerikanischen Pay-TV-Fernsehsenders FX beleuchtet den Verein und sein Umfeld seit der Übernahme durch Reynolds und McElhenney.
Am 22. April 2023 schaffte der Club am vorletzten Spieltag durch ein 3:1 gegen den FC Boreham Wood den Aufstieg in die viertklassige EFL League Two. Nach 15 Jahren kehrt der AFC Wrexham im dritten Anlauf in den englischen Profifußball zurück.
Am 13. April 2024 sicherte sich Wrexham vorzeitig den zweiten Aufstieg in Folge. Nach einem 6:0-Kantersieg gegen die Forest Green Rovers stellte Wrexham zwei Spieltage vor Saisonschluss den Aufstieg in die EFL League One sicher.
Am 26. April 2025 gelang nach einem 3:0-Sieg gegen Charlton Athletic ein Spieltag vor Saisonende als Tabellenzweiter hinter Birmingham City der Aufstieg in die EFL Championship. Es war der nunmehr dritte Aufstieg hintereinander, was im englischen Profifußball zuvor keinem anderen Verein gelungen war.

## Kader 2024/25
Stand 27. April 2025
| Nr. |         | Position | Name             |
| --- | ------- | -------- | ---------------- |
| 1   | England | TW       | Arthur Okonkwo   |
| 13  | England | TW       | Callum Burton    |
| 21  | England | TW       | Mark Howard      |
| 32  | England | TW       | Bradley Foster   |
| 34  | England | TW       | Liam Hall        |
| 3   | England | AB       | Lewis Brunt      |
| 4   | England | AB       | Max Cleworth     |
| 5   | Irland  | AB       | Eoghan O’Connell |
| 19  | Gambia  | AB       | Jacob Mendy      |
| 24  | England | AB       | Dan Scar         |
| 25  | England | AB       | Will Boyle       |
| 34  | England | AB       | Aaron James      |
| 44  | Wales   | AB       | Harry Dean       |
| 6   | Irland  | MF       | Tom O’Connor     |
| 7   | Irland  | MF       | James McClean () |
| 8   | England | MF       | Andy Cannon      |
| 12  | England | MF       | George Evans     |
| 15  | England | MF       | George Dobson    |

| Nr. |            | Position | Name            |
| --- | ---------- | -------- | --------------- |
| 17  | England    | MF       | Luke Young      |
| 20  | England    | MF       | Oliver Rathbone |
| 23  | England    | MF       | Sebastian Revan |
| 29  | England    | MF       | Ryan Barnett    |
| 33  | Schottland | MF       | Josh Adam       |
| 37  | England    | MF       | Matty James     |
| 38  | England    | MF       | Elliot Lee      |
| 45  | Wales      | MF       | Harry Ashfield  |
| 47  | England    | MF       | Ryan Longman    |
| 9   | England    | ST       | Ollie Palmer    |
| 10  | Wales      | ST       | Paul Mullin     |
| 11  | England    | ST       | Jack Marriott   |
| 16  | England    | ST       | Jay Rodriguez   |
| 22  | Gambia     | ST       | Modou Faal      |
| 26  | Schottland | ST       | Steven Fletcher |
| 28  | England    | ST       | Sam Smith       |
| 42  | England    | ST       | Callum Edwards  |
| 43  | England    | ST       | James Rainbird  |

### Verliehen
| Nr. |        | Position | Name                                                                            |
| --- | ------ | -------- | ------------------------------------------------------------------------------- |
| 31  | Irland | TW       | Luke McNicholas (ausgeliehen an Roachdale AFC bis zum Ende der Saison 2024/25)  |
| 7   | Wales  | MF       | Jordan Davies (ausgeliehen an Grimsby Town bis zum Ende der Saison 2024/25)     |
| 27  | Wales  | ST       | Jake Bickerstaff (ausgeliehen an Altrincham FC bis zum Ende der Saison 2024/25) |
| 18  | Wales  | ST       | Sam Dalby (ausgeliehen an Dundee United bis zum Ende der Saison 2024/25)        |

## Titel
Ligawettbewerbe:
- Meister der National League: 2022/23
- Meister der Football League Third Division: 1977/78
- Meister der The Combination: 1900/01, 1901/02, 1902/03, 1904/05
- Meister der Welsh Senior League: 1894/95, 1896/96

Pokalwettbewerbe:
- Walisischer Pokal:
  - Sieger: 1878, 1883, 1893, 1897, 1903, 1905, 1909, 1910, 1911, 1914, 1915, 1921, 1924, 1925, 1931, 1957, 1958, 1960, 1972, 1975, 1978, 1986, 1995 (23 Mal und Rekordsieger)
  - Finalist: 1879, 1890, 1891, 1895, 1896, 1898, 1899, 1902, 1920, 1932, 1933, 1950, 1962, 1965, 1967, 1971, 1979, 1983, 1984, 1988, 1990, 1991
- Football League Trophy: 2004/05
- FA Trophy: 2012/13
- FAW Premier Cup: 1997/98, 1999/00, 2000/01, 2002/03, 2003/04

## Trainer
- 1925–1929: Charlie Hewitt
- 1929–1931: Jack Baynes
- 1932–1936: Ernest Blackburn
- 1937–1938: Jimmy Logan
- 1938–1940: Tom Morgan
- 1940–1949: Tom Williams
- 1949–1950: Les McDowall
- 1950–1954: Peter Jackson
- 1954–1957: Cliff Lloyd
- 1957–1959: John Love
- 1960–1961: Billy Morris
- 1961–1965: Ken Barnes
- 1965–1966: Billy Morris
- 1966–1967: Jack Rowley
- 1967–1968: Alvan Williams
- 1968–1977: John Neal
- 1977–1981: Arfon Griffiths
- 1981–1982: Mel Sutton
- 1982–1985: Bobby Roberts
- 1985–1989: Dixie McNeil
- 1989–2001: Brian Flynn
- 2001–2007: Denis Smith
- 2007–2007: Brian Carey
- 2007–2008: Brian Little
- 2008–2011: Dean Saunders
- 2011–2014: Andy Morrell
- 2014–2015: Kevin Wilkin
- 2015–2016: Gary Mills
- 2016–2018: Dean Keates
- 2018–2018: Sam Ricketts
- 2018–2019: Graham Barrow
- 2019–2019: Bryan Hughes
- 2019–2021: Dean Keates
- seit 2021: Phil Parkinson

## Ligazugehörigkeit
- 1890–1894: The Combination
- 1894–1896: Welsh Senior League
- 1896–1905: The Combination
- 1905–1921: Birmingham & District League
- 1921–1958: Football League Third Division North
- 1958–1960: Football League Third Division
- 1960–1962: Football League Fourth Division
- 1962–1964: Football League Third Division
- 1964–1970: Football League Fourth Division
- 1970–1978: Football League Third Division
- 1978–1982: Football League Second Division
- 1982–1983: Football League Third Division
- 1983–1992: Football League Fourth Division
- 1992–1993: Football League Third Division
- 1993–2002: Football League Second Division
- 2002–2003: Football League Third Division
- 2003–2004: Football League Second Division
- 2004–2005: Football League One
- 2005–2008: Football League Two
- 2008–2023: Conference National / National League
- 2023–2024: EFL League Two
- 2024–2025: EFL League One
- ab 2025: EFL Championship

## Spieler
- George Wynn (1907–1909)
- T. G. Jones (1934–1936)
- Joey Jones (1972–1975, 1978–1982, 1987–1992)
- Eddie Niedzwiecki (1977–1983)
- Mike Salmon (1987–1989)
- Alan Kennedy (1990–1991)
- Peter Barnes (1991)
- Neil Roberts (1994–2000, 2006–2008)
- Ian Rush (1998–1999)
- Chris Killen (2000)
- Dennis Lawrence (2001–2006)
- Ben Foster (2005, 2023)